# ブール (賭博)
ブールは、カジノゲームの一種。ルーレットのもとにもなった。
このゲームはルーレットと似ているが、ルーレットの場合0から36まである数字がブールの場合1から9までしかない。しかし、ホイールには同じ数字が2つずつあり、的中率は高い。かける場所は、1から9までの数字と偶数、奇数、赤か黒。